# Capitalis cursiva

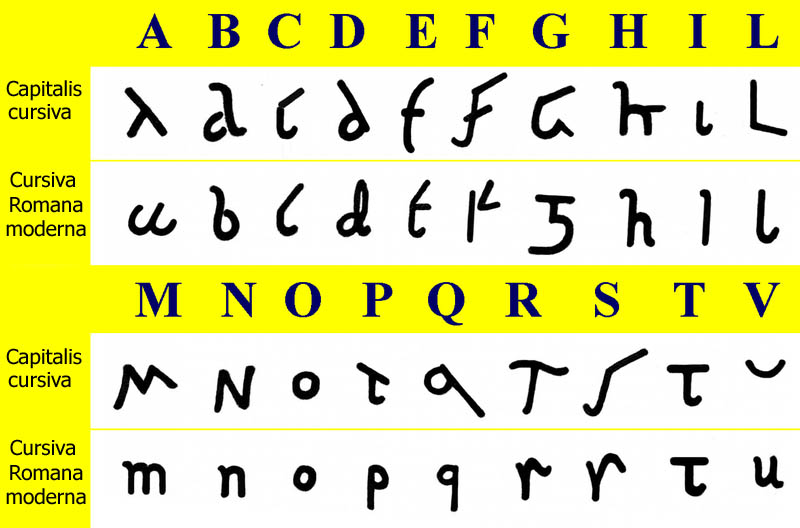
Vergelijking tussen minuskelcursief en capitalis cursiva

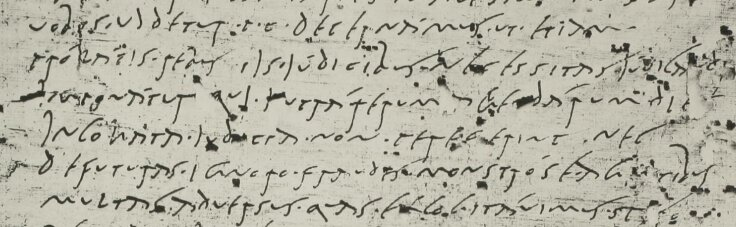
Cursief schrift uit de periode van Claudius (41 - 54). Uittreksel uit redevoeringen in de Romeinse senaat. Papyrusfragment. De tekst tussen is niet zichtbaar:
uobis · ujdetur · p · c · décernám[us · ut · etiam]
prólátis · rebus ijs · júdicibus · n[ecessitas · judicandj]
imponátur quj · jntrá rerum [· agendárum · dies]
jncoháta · judicia · non · per[egerint · nec]
defuturas · ignoro · fraudes · m[onstrósa · agentibus]
multas · aduersus · quas · exc[ogitáuimus]...

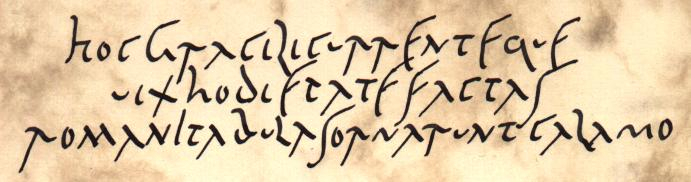
Modern schrift in de capitalis cursiva geïnspireerd door de Tabletten van Vindolanda: "Hoc gracili currenteque / vix hodie patefactas / Romani tabulas ornarunt calamo" ("Met deze dunne en vlotte rieten schrijfpen versierden de Romeinen de tabletten die nu eindelijk aan het licht zijn gekomen.")

De capitalis cursiva, majuskelcursief of kapitaalcursief is een Romeins schrift uit de antieke tijd. Dit schrift werd gebruikt in de dagelijkse bezigheden van handelaars, voor het schrijven van brieven en dergelijke meer. Het is het oudste Romeinse schrift uit omstreeks 650 v.Chr., maar het meest gebruikt in de periode tussen de 1e eeuw v. Chr. en de derde eeuw n.Chr. Vanaf de derde eeuw wordt het vervangen door de minuskelcursief of cursiva romana moderna.
Zoals de naam zegt, bestaat dit schrift uitsluitend uit hoofdletters (kapitalen), en de letters zijn dezelfde als die in de andere varianten van het capitalis-type, maar door de andere, snelle schrijfwijze met enkelvoudige halen, in tegenstelling van de vloeiende beweging voor bijvoorbeeld de capitalis rustica, zien de letters er heel anders uit dan die van de boekschriften. Ook in deze vorm wordt alles aan elkaar geschreven (soms zijn woorden gescheiden door een punt), maar de majuskelcursief kent wel ligaturen waarin twee of meer letters worden samengevoegd. Voor de moderne lezer is het schrift moeilijk te lezen.
Volgens sommigen zou dit schrift ook gebruikt zijn als boekschrift, maar daarvan zijn er geen voorbeelden tot in onze tijd bewaard gebleven. Er zijn wel een aantal papyrusfragmenten in dit schrift teruggevonden en in Herculaneum en Pompeï zijn er talrijke graffiti gevonden in dit type schrift. Ook de tabletten van Vindolanda zijn met dit schrift beschreven.